# Handball Bundesliga Austria 2018/19

## Spusu Challenge
In der zweithöchsten Spielklasse, der spusu Challenge, sind zehn Teams vertreten. Die Meisterschaft wird in mehrere Phasen gegliedert. In der Hauptrunde spielen alle Teams eine einfache Hin- und Rückrunde gegen jeden Gegner. Danach wird die Liga in zwei Gruppen geteilt.
Die ersten fünf Teams spielen in einer weiteren Hin- und Rückrunde um den Einzug ins Halbfinale. Die letzten fünf Teams spielen gegen den Abstieg, wobei die letzten zwei Teams der Platzierungsrunde eine Best-of-three-Serie um den Klassenerhalt spielen. Die Platzierungsrunde wird auch in einer Hin- und Rückrunde ausgetragen.

### Grunddurchgang HBA
|     | Verein                                  | R  | S  | U | N  | Tore    | Diff. | Punkte |
| --- | --------------------------------------- | -- | -- | - | -- | ------- | ----- | ------ |
| 1.  | HSG Raiffeisen Bärnbach/Köflach         | 18 | 13 | 2 | 3  | 522:450 | +72   | 28:8   |
| 2.  | UHC Erste Bank Hollabrunn               | 18 | 12 | 2 | 4  | 525:442 | +83   | 26:10  |
| 2.  | HC Bruck                                | 18 | 12 | 2 | 4  | 525:462 | +63   | 26:10  |
| 4.  | Handballclub Fivers Margareten 2        | 18 | 9  | 1 | 8  | 527:535 | −8    | 19:17  |
| 5.  | Union Handball Sparkasse Korneuburg     | 18 | 9  | 1 | 8  | 535:520 | +15   | 19:17  |
| 6.  | Vöslauer HC                             | 18 | 7  | 2 | 9  | 446:478 | −32   | 16:20  |
| 7.  | SU Falkensteiner Katschberg – St.Pölten | 18 | 7  | 2 | 9  | 444:464 | −20   | 16:20  |
| 8.  | schlafraum.at Kärnten                   | 18 | 6  | 2 | 10 | 477:525 | −48   | 14:22  |
| 9.  | WAT Atzgersdorf                         | 18 | 4  | 1 | 13 | 480:532 | −52   | 9:27   |
| 10. | ATV Auto Pichler Trofaiach              | 18 | 3  | 1 | 14 | 426:499 | −73   | 7:29   |

|  | Oberes Playoff  |
|  | Unteres Playoff |

## Playoffs
Die ersten fünf Teams des Grunddurchgangs spielen in einer weiteren Hin- und Rückrunde um die Teilnahme am Halbfinale. Die letzten fünf Teams spielen gegen den Abstieg, wobei die letzten zwei Teams der Platzierungsrunde eine Best-of-three-Serie um den Klassenerhalt spielen. Die Platzierungsrunde wird auch in einer Hin- und Rückrunde ausgespielt. Jede Mannschaft startet in die Playoff-Phase mit den halbierten Punkten des Grunddurchgangs, bei ungeraden Zahlen wird aufgerundet.

### Oberes Playoff
|    | Verein                              | R | S | U | N | Tore    | Diff. | Punkte |
| -- | ----------------------------------- | - | - | - | - | ------- | ----- | ------ |
| 1. | HSG Raiffeisen Bärnbach/Köflach     | 8 | 7 | 0 | 1 | 237:209 | +28   | 28:2   |
| 2. | UHC Erste Bank Hollabrunn           | 8 | 3 | 2 | 3 | 228:220 | +13   | 21:8   |
| 3. | Handballclub Fivers Margareten 2    | 8 | 4 | 0 | 4 | 234:250 | −16   | 18:8   |
| 4. | HC Bruck                            | 8 | 2 | 1 | 5 | 224:232 | −8    | 18:11  |
| 5. | Union Handball Sparkasse Korneuburg | 8 | 2 | 1 | 5 | 215:227 | −12   | 15:11  |

### Unteres Playoff
|    | Verein                                  | R | S | U | N | Tore    | Diff. | Punkte |
| -- | --------------------------------------- | - | - | - | - | ------- | ----- | ------ |
| 1. | SU Falkensteiner Katschberg – St.Pölten | 8 | 5 | 1 | 2 | 210:202 | +8    | 19:5   |
| 2. | Vöslauer HC                             | 8 | 3 | 0 | 5 | 196:207 | −11   | 14:10  |
| 3. | WAT Atzgersdorf                         | 8 | 4 | 1 | 3 | 234:208 | +26   | 14:7   |
| 4. | schlafraum.at Kärnten                   | 8 | 3 | 0 | 5 | 213:237 | −24   | 13:10  |
| 5. | ATV Auto Pichler Trofaiach              | 8 | 3 | 2 | 3 | 210:209 | +1    | 12:8   |

|  | Halb Finale     |
|  | Abstiegs-Spiele |

## Finalserie

### Finalserie-Baum
|  | Halbfinale | Halbfinale                | Halbfinale |  |  | Finale | Finale                    | Finale |
|  |            |                           |            |  |  |        |                           |        |
|  |            |                           |            |  |  |        |                           |        |
|  | OPL1       | HSG Bärnbach/Köflach      | 2          |  |  |        |                           |        |
|  | OPL5       | Union Korneuburg          | 0          |  |  |        |                           |        |
|  |            |                           |            |  |  | OPL1   | HSG Bärnbach/Köflach      | 2      |
|  |            |                           |            |  |  | OPL3   | UHC Erste Bank Hollabrunn | 1      |
|  | OPL2       | UHC Erste Bank Hollabrunn | 2          |  |  |        |                           |        |
|  | OPL4       | HC Bruck                  | 1          |  |  |        |                           |        |
|  |            |                           |            |  |  |        |                           |        |

### Spusu Challenge Halbfinale
Für das Halbfinale sind die ersten vier Mannschaften des oberen Playoffs qualifiziert. Wobei der Erste gegen den Vierten und der Zweitplatzierte gegen den Vierten spielt. Die K.O.-Phase wird in Best-of-Three Serien ausgetragen, die Sieger spielen im Finale um den Aufstieg in die spusu LIGA.
| HSG Raiffeisen Bärnbach/Köflach (OPL1) – Union Handball Sparkasse Korneuburg (OPL5) | HSG Raiffeisen Bärnbach/Köflach (OPL1) – Union Handball Sparkasse Korneuburg (OPL5) | HSG Raiffeisen Bärnbach/Köflach (OPL1) – Union Handball Sparkasse Korneuburg (OPL5) | HSG Raiffeisen Bärnbach/Köflach (OPL1) – Union Handball Sparkasse Korneuburg (OPL5) |
| ----------------------------------------------------------------------------------- | ----------------------------------------------------------------------------------- | ----------------------------------------------------------------------------------- | ----------------------------------------------------------------------------------- |
| 11. Mai                                                                             | HSG Raiffeisen Bärnbach/Köflach 7 Gasperov                                          | 31 : 21 (16 : 11)                                                                   | Union Handball Sparkasse Korneuburg 7 Bachofner                                     |
| 15. Mai                                                                             | Union Handball Sparkasse Korneuburg 6 Kasagranda                                    | 21 : 27 (9 : 14)                                                                    | HSG Raiffeisen Bärnbach/Köflach 12 Djurdjevič                                       |
| Endstand in der Serie: 2:0                                                          |                                                                                     |                                                                                     |                                                                                     |

| UHC Erste Bank Hollabrunn (OPL2) – HC Bruck (OPL4) | UHC Erste Bank Hollabrunn (OPL2) – HC Bruck (OPL4) | UHC Erste Bank Hollabrunn (OPL2) – HC Bruck (OPL4) | UHC Erste Bank Hollabrunn (OPL2) – HC Bruck (OPL4) |
| -------------------------------------------------- | -------------------------------------------------- | -------------------------------------------------- | -------------------------------------------------- |
| 11. Mai                                            | UHC Erste Bank Hollabrunn 10 Burger                | 25 : 29 (11 : 14)                                  | HC Bruck 8 Offner                                  |
| 15. Mai                                            | HC Bruck 9 Breg                                    | 31 : 34 (15 : 17)                                  | UHC Erste Bank Hollabrunn 10 Burger                |
| 18. Mai                                            | UHC Erste Bank Hollabrunn 6 Granninger, Gal        | 31 : 29 (16 : 12)                                  | HC Bruck 10 Breg                                   |
| Endstand in der Serie: 2:1                         |                                                    |                                                    |                                                    |

### Spusu Challenge Finale (Best of three)
| HSG Raiffeisen Bärnbach/Köflach (OPL1) – UHC Erste Bank Hollabrunn (OPL2) | HSG Raiffeisen Bärnbach/Köflach (OPL1) – UHC Erste Bank Hollabrunn (OPL2) | HSG Raiffeisen Bärnbach/Köflach (OPL1) – UHC Erste Bank Hollabrunn (OPL2) | HSG Raiffeisen Bärnbach/Köflach (OPL1) – UHC Erste Bank Hollabrunn (OPL2) |
| ------------------------------------------------------------------------- | ------------------------------------------------------------------------- | ------------------------------------------------------------------------- | ------------------------------------------------------------------------- |
| 25. Mai                                                                   | HSG Raiffeisen Bärnbach/Köflach 6 Gasperov                                | 26: 24 (11 : 12)                                                          | UHC Erste Bank Hollabrunn 6 Kljajic                                       |
| 29. Mai                                                                   | UHC Erste Bank Hollabrunn 8 Gal                                           | 30 : 29 (19 : 16)                                                         | HSG Raiffeisen Bärnbach/Köflach 8 Gasperov, Djurdjevič                    |
| 1. Juni                                                                   | HSG Raiffeisen Bärnbach/Köflach 9 Djurdjevič                              | 26: 22 (11 : 8)                                                           | UHC Erste Bank Hollabrunn 4 Granninger, Prokop                            |
| Endstand in der Serie: 2:1                                                |                                                                           |                                                                           |                                                                           |

## HBA Abstiegs Spiele (Best of three)
Der Letzte und Vorletzte  des unteren Playoffs spielen in drei Finalspielen den Abstieg in die Regionalliga aus.
| schlafraum.at Kärnten (UPL9) – ATV Auto Pichler Trofaiach (UPL10) | schlafraum.at Kärnten (UPL9) – ATV Auto Pichler Trofaiach (UPL10) | schlafraum.at Kärnten (UPL9) – ATV Auto Pichler Trofaiach (UPL10) | schlafraum.at Kärnten (UPL9) – ATV Auto Pichler Trofaiach (UPL10) |
| ----------------------------------------------------------------- | ----------------------------------------------------------------- | ----------------------------------------------------------------- | ----------------------------------------------------------------- |
|                                                                   | schlafraum.at Kärnten                                             | : ( : )                                                           | ATV Auto Pichler Trofaiach                                        |
| 18. Mai                                                           | ATV Auto Pichler Trofaiach 6 Stojisavljevic, Tremmel              | 30 : 26 (15 : 13)                                                 | schlafraum.at Kärnten 7 Wagner                                    |
| 25. Mai                                                           | schlafraum.at Kärnten 6 Urbani                                    | 27 : 32 (12 : 14)                                                 | ATV Auto Pichler Trofaiach 8 Maretic                              |
| Endstand in der Serie: 1:2                                        |                                                                   |                                                                   |                                                                   |